# Jüchener Bach
Der Jüchener Bach ist ein Fließgewässer bei Jüchen.

## Geographie

### Verlauf
Der Jüchener Bach, dessen Quellgebiet bei Jüchen liegt, speiste sich ursprünglich aus drei Quellbächen am Osthang der Lösshöhe und endet am Unterbruch, einem Ortsteil von Willich-Schiefbahn,  im Nordkanal, westlich von Kaarst.
Einer älteren Landkarte zufolge, in der Umbettungen in neuerer Zeit nicht berücksichtigt sind, fließt der Jüchener Bach vom Bereich des Jüchener Bahnhofs aus zunächst in nordöstlicher Richtung bis Bedburdyck, wendet sich dann nach Norden,  fließt über Aldenhoven, St. Nikolas, Scherfhausen, Glehn und Kleinenbroich in nördlicher Richtung weiter und mündet östlich des Schiefbahner Bahnhofs und westlich von Linning in den Nordkanal.

### Zuflüsse
- Kotthundsgraben (rechts), 0,8 km
- Scheulenbendgraben (links), 1,4 km
- Kelzenberger Bach (links), 8,0 km
- Kommerbach (links), 7,8 km

## Geschichtliches
Der Jüchener Bach wurde im 19. Jahrhundert als Dieckbach bezeichnet und war seinerzeit ein rechtsseitiger Nebenfluss des Trietbachs, der über einen kanalisierten Mündungsarm, den Klergraben, bei dem Ortsteil Unterbroich oder Unterbruch von Schiefbahn rechtsseitig in die Niers mündete. Quellort und Verlauf des Baches haben sich durch den Braunkohletagebau und die Entwicklung der Kulturlandschaft immer wieder geändert. Heute wird der Bach überwiegend von Ersatzwasser gespeist.